# Snepkensbrug
De Snepkensbrug is een betonnen liggerbrug over de Grote Nete op de grens van de gemeenten Westerlo (deelgemeente Zoerle-Parwijs) en Herselt. De brug werd gebouwd in 1977 en ligt in de N152 die Herselt met Herentals verbindt. De brug bestaat uit één overspanning met een totale lengte van 18 m.